# 長庚 (清朝尚書)
长庚（1843年—1914年），字少白，伊尔根觉罗氏，满洲正黄旗人，江宁驻防出身，早年参与平定陕甘回乱，历任驻藏大臣、伊犁将军、成都将军、兵部尚书等职位，为末代陕甘总督。

## 生平
长庚先世在归附后金之前世居叶赫，家族内部传说为北宋臣民后裔，由于跟随徽、钦二帝被金人北迁，赐为赵姓。天命四年（1619年），家族被努尔哈赤赐姓觉罗。清军入关后，长庚先祖保时福被拨往江宁驻防。
长庚生于甘肃，其父魁瀛当时在该省做官。回到江宁后逢太平天国起事，其家五十余口被杀，长庚背着母亲投奔其父故交绥远都统景廉。此后，以县丞出身，被保举为知县，时任伊犁将军荣全将其调任翼长，当时恰逢白彦虎带领西宁回人武装攻打乌垣，进而围攻哈密。同时，安集延回人首领帕夏并合元帅马明部众，联合乌鲁木齐、古牧地、昌吉、玛纳斯、呼图壁汉回人士，攻击沙山子与白彦虎遥相呼应，一时声势很大。长庚奉荣全所召，率领团练乡勇赴援，乌鲁木齐都统景廉所派遣的黑龙江营总伊勒和布所部也同时赶到，两军夹击，将回军歼灭殆尽，终于解了沙山子之围。不久，帮助都统金顺处理幕府事务、总理营务，逐渐积累功勋升至道员。光绪六年（1880年），授巴彦岱领队大臣。不久，丁母忧，长庚对此曾与其挚友志锐表达过“只求今日葬亲明日即死”的痛苦之情。服丧完毕后，入觐光绪帝，报告西北情形。长庚手绘地图，向光绪帝说明边疆情况，建议在阿尔泰山设置防守、筹划布置伊犁边防、在缠金等地开屯山、抚绥漠北草地诸部、将哈萨克仿照旧例编为佐领等，升任伊犁副都统。
光绪十四年（1888年），长庚奉命担任驻藏大臣。行至里塘时，瞻对藏人叛乱，长庚暂时前往硕般多，得知争端由当地藏官肆虐百姓酿成，遂向下属授以机宜，调集汉、藏官兵征讨，同时严惩了涉事藏官。于是众官商议收瞻对藏人之地，仍划归四川管辖。长庚提出瞻对地区自乾隆年间以来，屡次叛乱，劳师动众。同治初年，西藏平定，清廷将瞻对划归达赖喇嘛，派堪布管理。今若夺其地，使朝廷失信于藏人，也许将因小失大。于是，为详定善后章程，长庚与将军岐元、川督刘秉璋等一同上奏，遂将该事件平息。
光绪十六年（1890年），升任伊犁将军。伊犁正值大乱过后，各种事务皆待整理，长庚到任后，多有规划。此时，英、俄窥伺新疆，各自以兵压境。长庚致书新疆巡抚陶模说道，“属地当争，边地当守，兵衅万不可开。况能戡土匪之将士，未足以御强敌；军中所资仰给内地及滨江海各省，数月乃达。而俄境铁轨已至萨玛尔干，英属铁轨已至北印度之劳尔，迟速迥殊。又新疆南北路与俄地犬牙相错者几五千馀里，虽兵倍加，不敷防守。且俄若以轻兵由齐桑斯克走布伦托海犯镇西、哈密，即可梗我咽喉。当此民穷财匮之时，尤不可轻战。只能备豫不虞，徐图转圜。毋以小忿遂起大衅，增兵徒增民困。”陶模也认同长庚所见。
此外，当时各路盗匪多盘踞于巴尔鲁克山骚扰来往之人，但因此处为俄国租有，难以处理。前任副都统额尔庆额请租借期满索回，总署因为俄国使者有续借请求，致函询问情形。长庚详细地陈述利弊，认为此山关系重大，应尽快收回，与随员赴塔城和俄国领事会谈协商，据理力争，坚持不再续约，最终清廷成功收回此山。二十年（1894年），甘肃回人叛乱，清军进剿。回军在甘肃失利，想要按照以前白彦虎的策略，西进新疆，由伊犁逃往俄国。长庚获得谍报，派兵扼守珠勒都斯等地，回军无法跨越，于是束手就擒于罗布淖尔。二十二年（1896年），长庚奉命兼任镶蓝旗汉军都统。二十六年（1900年），义和团运动爆发，俄国调兵进入伊犁。长庚与俄国领事交涉，承诺保护教堂及俄人财产，于是退兵，人心乃定。此后，调任成都将军，还未上任，奉电旨赶赴阿尔泰山勘定边界。不久，内召北京，授兵部尚书。
三十一年（1905年），再任授伊犁将军。长庚上疏陈奏伊犁应办事宜，并于新疆全省筹画军饷以练兵，但因将军权力有限，建议裁去新疆巡抚、伊犁将军，增设总督兼管巡抚事宜；又提议于北方设置军屯、划分省份、修筑西安至兰州、归化至包头、包头至古城各铁路等，皆未能成行。
宣统元年（1909年），长庚外任陕甘总督。三年（1911年），武昌起义爆发，西安等地继而响应。长庚与伊犁将军志锐、陕西巡抚升允等谋划迎宣统帝溥仪西迁，并占据潼关以西为根据地谋求恢复。升允率领甘军反扑，连下十余城，然而清帝却于此时逊位。旨意传至兰州后，长庚只得将总督印交付布政使赵惟熙后回到北京。袁世凯曾希望其担任北洋政府的边省将军，但长庚没有接受。民国三年（1914年），长庚病卒，逊清朝廷追谥恭厚，北洋政府也派专员吊唁。
长庚独子赵欣余，字培元。孙女诵琴嫁端亲王载漪之孙毓运。

### 引用
1. 1 2 3 4 5 6 7  欣力. . 作家. 2010, (1-6)  [2017-12-25]. （原始内容存档于2021-04-04）.
2. 1 2 3  赵尔巽等 1998，第12596頁
3. 1 2 3 4  政协文史资料委员会 1990，第83頁
4. 1 2 3 4 5 6 7  赵尔巽等 1998，第12597頁
5. 1 2 3 4 5 6 7 8  赵尔巽等 1998，第12598頁
6. 1 2 3 4 5  赵尔巽等 1998，第12599頁
7. ↑  林家有. . 河南人民出版社. 1981: 111.
8. ↑  陈旭麓; 方诗铭; 魏建猷. . 上海辞书出版社. 1982: 120.